# 1948–1949-es magyar férfi röplabdabajnokság
Az 1948–1949-es magyar férfi röplabdabajnokság a harmadik magyar röplabdabajnokság volt. A bajnokságban tíz csapat indult el, a csapatok két kört játszottak.
- A BEAC új neve MEFESZ TE lett.
- Az Állami Kollégium SE új neve MEFESZ TK lett.
- A VKM Rákóczi SE csapatát átvette a MÁVAG ASE.

## Tabella
| #  | Csapat                      | M  | Gy | V  | Sz+ | Sz- | P  | Megjegyzés     |
| -- | --------------------------- | -- | -- | -- | --- | --- | -- | -------------- |
| 1. | Csepeli MTK                 | 16 | 16 | 0  | 48  | 10  | 32 |                |
| 2. | Vasas SC                    | 16 | 14 | 2  | 45  | 12  | 24 | 4 pont levonva |
| 3. | Ganz TE                     | 16 | 12 | 4  | 42  | 14  | 24 |                |
| 4. | MEFESZ TE                   | 16 | 8  | 8  | 30  | 27  | 16 |                |
| 5. | MTK                         | 16 | 5  | 11 | 21  | 34  | 10 |                |
| 6. | MÁVAG ASE                   | 16 | 5  | 11 | 18  | 39  | 10 |                |
| 7. | Elektromos MSE              | 16 | 4  | 12 | 17  | 37  | 8  |                |
| 8. | MEFESZ TK                   | 16 | 4  | 12 | 16  | 40  | 8  |                |
| 9. | Kőbányai Polgári Serfőző SE | 16 | 3  | 13 | 15  | 39  | 6  |                |
| –  | III. ker. TVE               | -  | -  | -  | -   | -   | -  | Törölve        |

* M: Mérkőzés Gy: Győzelem V: Vereség Sz+: Nyert szett Sz-: Vesztett szett P: Pont

## II. osztály
- A csoport: 1. Columbia SE 24, 2. BRE 20, 3. Háztartási Bolt NV 18, 4. KAOE 18, 5. Emergé 18, 6. MEFESZ ÁSE 10, 7. Vízművek SE 2, 8. MÉMOSZ SC 2 pont. MEFESZ TK, Kossuth Kollégium SE törölve.
- B csoport: 1. Ganz Villany 16, 2. Rákospalotai Szakmaközi 14, 3. Vásárhelyi Kollégium SE 12, 4. KASE Sashalom 12, 5. MTE 4, 6. Óbudai Goldberger MSE 2 pont. Állami Kollégium SE, Kaláka TE törölve, Ganz TE, MEFESZ TE visszalépett.